# Zeynep Elibol
Zeynep Elibol, * 1964 in Istanbul und in Wien lebend, ist Leiterin der berufsorientierten islamischen Fachschule für soziale Bildung in Wien.

## Leben
Im Alter von vier Jahren zog sie mit ihren Eltern nach Schleswig-Holstein in Deutschland. Sie schloss dort das Gymnasium ab und inskribierte sich für technische Physik an der Technischen Universität Istanbul. 1986 setzte sie ihre Ausbildung in Wien fort und begann eine Tätigkeit als Religionslehrerin bei der "Islamischen Glaubensgemeinschaft. Seit 1988 unterrichtet sie islamische Religion, zunächst an Pflichtschulen, später an AHS und BHS. 1999 schloss sie das Pädagogikstudium mit einer Vergleichsstudie über soziale und Bildungsprobleme türkischer Frauen in Österreich, Deutschland und der Türkei ab. Heute unterrichtet Zeynap Elibol neben ihrer Tätigkeit als Direktorin Physik an der "Islamischen Fachschule", einer Initiative der "Islamischen Glaubensgemeinschaft".
Zeynep Elibol hält Vorträge zu transkulturellen und interreligiösen Themen, etwa 2008 an der Universität Wien in der Ringvorlesung "Zwangsfreiheiten" über ihren Beitrag zur Kopftuchdebatte im gleichnamigen Sammelband. Außerdem ist sie Expertin im Bereich "Palliative Care" (Versorgung unheilbar Schwerkranker und Sterbender). Dabei greift sie auf ihre Praxis als Seelsorgerin für muslimische Patientinnen und Patienten zurück, wo sie sich während ihrer Zeit als Religionslehrerin in den 1990er-Jahren vor allem an der "Wiener Semmelweisklinik" ehrenamtlich engagierte.
Im März 2019 ging sie gemeinsam mit Carla Amina Baghajati mit der Deklaration "Musliminnen am Wort" – sozusagen dem muslimischen Pendant zum Frauenvolksbegehren – an die Öffentlichkeit. In der Erklärung fordern die Frauen ihr Selbstbestimmungsrecht ein und sprechen sich gegen eine Verbotspolitik auf Kosten von muslimischen Frauen aus.

## Publikationen
- Elibol, Zeynep (2008): "Politisierter Stoff – Perspektiven zwischen Selbstbestimmung und Fremdzuschreibung". In: Sauer, Birgit; Strasser, Sabine (Hgg.) "Zwangsfreiheiten. Multikulturalität und Feminismus". Wien.
- Zeynep Elibol: Die sozialen und Bildungsprobleme der türkischen Frauen und Mädchen in Österreich (zweite Generation), im Vergleich zu Deutschland und der Türkei. Diplomarbeit, Universität Wien 1999. 109 Seiten.

## Auszeichnungen
- 2008: Frauenpreis der Stadt Wien[4]